# 运粮河站
运粮河站位于中华人民共和国河南省开封市龙亭区，是郑开城际铁路的一个车站，2014年12月28日开通。

## 简介
运粮河站是中国铁路郑州局集团有限公司郑州站管辖的四等站，于2014年12月28日开通，郑州东站至运粮河站票价设定为15元。然而因客流量太低，运粮河站曾于2016年1月10日关闭，直到2024年9月28日恢复运营，目前每日开行城际列车44列。

## 车站结构
运粮河站站房面积近3000平米，可容纳400人同时候车；车站结构为高架车站，站台及轨道位于高架层，设2座侧式站台及4条轨道，包括正線2條，到發線2條。

## 相邻车站
| 上一站             |  | 中国国家铁路集团                    |  | 下一站           |
| ------------------ |  | ----------------------------------- |  | ---------------- |
| 绿博园站郑州东方向 |  | 郑开城际铁路 ← 24km 运粮河站 9km →0 |  | 宋城路站开封方向 |